# ست مریب‌رع
ست مریب‌رع (انگلیسی: Seth Meribre) پادشاه خرد‌مرتبه‌ای در مصر باستان بود که در آغاز دودمان سیزدهم مصر و در واپسین دورهٔ پادشاهی میانه مصر حکومت می‌کرد.

## نشانه‌های تاریخی
ست مریب‌رع تنها در فهرست پادشاهان تورین که به دوران رامسس دوم بازمی‌گردد، ذکر شده است. هیچ مدرک هم‌عصرِ قطعی برای این پادشاه در دست نیست، مگر دو مورد فرضی و غیرقطعی. نبود شواهد باستان‌شناسی نشان می‌دهد که دوران فرمانروایی او بسیار کوتاه بوده است.

## سنگ‌نبشته، ابیدوس، شماره جی‌ئی ۳۵۲۵۶ (شاهد ضعیف)
در ابیدوس سنگ‌نبشته‌ای مربوط به سال چهارم سلطنت، که برای نگهداری جادهٔ آیینی در منطقهٔ اوپوآوت وقف شده بود، در میانه تا اواخر دودمان سیزدهم مصر، توسط نفرحتپ یکم مصادره (غصب) شد. آنتونی لیهی (۱۹۸۹) پیشنهاد کرد که این استلا در اصل متعلق به وِگاف بوده است. فون بِکِرات (۱۹۶۵: صفحه ۵۶) آن را به سوبِخ‌حوتپ سوم نسبت داد. ریموند رایهولت (۱۹۹۷) استدلال کرد که این اثر در اصل از سِتش‌مِریب‌رَع گرفته شده است.

## نعل درگاه، المدامود، شماره جی‌ئی ۴۴۹۴۴ (شاهد ضعیف)
در المدامود، یک معبد با بقایای ساختمانی و سازه‌های ویران‌شده کشف شده که ممکن است برخی از آن‌ها توسط سِتش‌مِریب‌رَع ساخته شده باشند، ولی بعداً توسط جانشین او، سوبک‌حتپ سوم مصادره شده‌اند. به‌ویژه، یک نعل درگاه (lintel) از این معبد که اکنون در موزهٔ مصر، به شماره جی‌ئی ۴۴۹۴۴ نگهداری می‌شود، دارای آثاری محوشده است که به نام سلطنتی سِتش‌مِریب‌رَع اشاره دارند.

## شواهد غیر هم‌عصر
فهرست پادشاهان تورین، ستون ۶، سطر ۲۳ (بر اساس نسخهٔ آلن گاردینر و یورگن فون بکرت) آمده است: «شاه دو سرزمین، مِریب‌رَع ستش ... ۶ روز». او پس از سِحُتِپ‌کارَع اینتف (سطر ۲۲) آمده و پیش از سوبک‌حتپ سوم (سطر ۲۴) قرار دارد. مدت فرمانروایی او در نسخهٔ تورین به‌جز پایانش مشخص نیست، تنها بخش باقی‌مانده چنین است: «... و ۶ روز» که نشان می‌دهد پادشاهی او احتمالاً فقط چند روز به‌طول انجامیده است.